# Оперативная разведка
Оперативная разведка — комплекс мероприятий по добыванию и изучению сведений о действующем или вероятном противнике и районе предполагаемых военных действий в целях подготовки к успешному ведению операции войсками (силами) объединения.
В советской и российской военной школе оперативная разведка является составной частью военной разведки и взаимосвязана с другими её частями — стратегической и тактической разведкой (синоним — войсковая разведка). Не следует путать два схожих по звучанию термина: военная разведка — этим общим термином обозначаются все разновидности военной разведки; войсковая разведка — этим термином обозначают подразделения военной тактической разведки.
В государствах НАТО оперативной разведки как самостоятельной части военной разведки не существует. Её задачи выполняет стратегическая и тактическая разведка.

## Задачи оперативной разведки
Конечной целью оперативной разведки в мирное и военное время является добывание следующей информации:
- мероприятия противника по непосредственной подготовке к развязыванию военных действий;
- возможность применения противником ядерного оружия;
- дислокация группировок противника, боевые возможности сил и средств;
- вероятный характер действий;
- наличие и места расположения ядерного оружия, огневых, радиоэлектронных средств и пунктов управления;
- базирование и характер действий авиации, средств противовоздушной и противоракетной обороны;
- система тылового обеспечения;
- политико-моральное (морально-психологическое) состояние войск.
- иные данные, затребованные военным руководством.

Оперативная разведка о районе боевых действий предоставляет следующие сведения:
- характер местности;
- природные условия;
- степень оперативного оборудования;
- наличие местных ресурсов;
- политическое настроение среди местного населения.

Глубина ведения оперативной разведки определяется характером и размахом боевых действий, боевых задач, поставленных перед объединением, глубины оперативного построения войск противника, характера театра военных действий и других условий.
Полноценное ведение оперативной разведки заключается в своевременном получении всех необходимых данных во всей полосе и на всю глубину боевых действий, которое ведёт объединение. Анализ данных, предоставляемых оперативной разведкой, позволяет командующему и штабу объединения рассчитывать возможные изменения в обстановке и рационально управлять войсками и вооружением в ходе боевых действий.

## Способы ведения оперативной разведки
Главным отличием оперативной разведки от тактической является исследуемая глубина тыла противника.
В тактической разведке, контроль за действиями противника, состоянием и расположением его войск ведётся как с линии соприкосновения войск, так и на относительно небольшом удалении в тыл противника, не превышающем глубину обороны воинской части или соединения.
В оперативной разведке тыл противника исследуется на удалении от линии соприкосновения войск на глубину обороны объединения до 1 000 километров. Все действия по оперативной разведке происходят за линией фронта (за исключением радио- и радиотехнической разведки).
Другим главным отличием оперативной разведки от тактической, является использование нелегальных агентов. Если тактическая разведка осуществляется исключительно силами разведывательных подразделений войск (из-за чего тактическую разведку иначе называют войсковой разведкой), то в оперативной разведке необходимость в гораздо большей глубине проникновения в тыл противника, а также тайного внедрения в органы государственного и военного управления, требует использования нелегальных агентов спецслужб. Также для ведения оперативной разведки используется вербовка военнослужащих и мирных граждан противника.
Основными методами сбора сведений в оперативной разведке являются:
- аэрофотосъёмка и спутниковая фотосъёмка;
- радио- и радиотехническая разведка;
- работа, осуществляемая разведывательными формированиями, скрытно переброшенными в тыл противника:
  - поиск и наблюдение за военными объектами и манёврами противника;
  - специальная разведка — поиск важных военных и государственных объектов противника и осуществление на них диверсий;
  - допрос военнопленных, захваченных в глубоком тылу противника;
- агентурная разведка осуществляемая нелегальными агентами спецслужб:
  - работа нелегальных агентов, внедрённых в воинские части и органы военного управления противника;
  - работа нелегальных агентов с местным населением в глубоком тылу противника;
  - работа с завербованными военнослужащими противника.

## Терминология

### Оперативная разведка
Сам термин «оперативная разведка» официально вошёл в употребление в ВС СССР с 40-х годов.
Документальные упоминания о том, что в объединениях должна была вестись оперативная разведка, датируются началом боевых действий в Великой Отечественной войне. К примеру, в донесении командира 12-го механизированного корпуса от 29 июля 1941 года отмечается, что соединению в начальный период боевых действий не предоставлялись данные оперативной разведки от штаба 8-й Армии.

### Специальная разведка
Специальная разведка — это комплекс мероприятий, направленных на поиск важных объектов, находящихся в глубоком (оперативном) тылу противника, и осуществления на них различных диверсий силами разведывательно-диверсионных формирований. Проведение диверсий преследует цель ослабления группировок противника, находящихся на фронте, создания хаоса в тылу противника, нарушения коммуникаций по снабжению и управлению войсками, создания неблагоприятной для противника морально-психологической атмосферы в его тылу.
В различных источниках для обозначения составной части оперативной разведки, производимой наземными разведывательными формированиями в глубоком тылу противника, даются разные определения, которые на данный момент являются синонимами.
Первые штатные разведывательные формирования, предназначенные для работы в глубоком тылу противника, были созданы директивой начальника штаба РККА № 137/сс от 25 января 1934 года. На тот исторический период предполагалось, что данные формирования должны были заниматься организацией диверсий и созданием партизанских отрядов из числа местных жителей. В связи с этим в употребление вошёл термин «специальная разведка», обозначающий организацию разведывательно-диверсионных действий.
Функции по ведению оперативной разведки в целом на них в тот исторический период не распространялись.
В советской военной школе с 1950-х годов для специальной разведки и формирований, выполняющих её, применялись как синонимы следующие термины: «глубинная разведка», «разведка специального назначения» (сокращённо — «разведка спецназа») и «армейский спецназ». Для формирований специальной разведки ВМФ СССР применялся синоним «морской спецназ».
Вплоть до распада СССР официально существование формирований специальной разведки в ВС СССР отрицалось, а сам термин «специальная разведка» в советской военной литературе относился исключительно к капиталистическим державам. При этом в служебном делопроизводстве термин «специальная разведка» имел широкое хождение. А в Рязанском десантном училище, которое, кроме подготовки офицеров для воздушно-десантных войск, готовили офицеров специальной разведки, и Киевском высшем общевойсковом командном училище также готовили офицеров для разведывательно-диверсионных формирований (глубинная разведка) с 1968 по 1992 годы.
Также в советской/российской военной терминологии к формированиям специальной разведки ГРУ не применялся и не применяется термин «войска специального назначения». Подобный термин используется исключительно для формирований, выполняющих аналогичные функции в составе вооружённых сил ряда стран НАТО.
В ВС СССР/ВС России к формированиям специальной разведки ГРУ определение войска не используется. Официально употребляется определение «формирования специального назначения» либо «воинские части специального назначения».
В современной военной терминологии специальная разведка (глубинная разведка) определяется как составная часть оперативной разведки.
В ВС США к разведывательно-диверсионным формированиям, которые являются аналогом формирований глубинной разведки в ВС СССР/ВС России, применяется термин, созвучный русскому понятию и дословно переводится как «подразделения разведки большой дальности» (англ. long range surveillance unit).

## История развития оперативной разведки
Необходимость в ведении оперативной разведки появилась в XX веке в связи с тем, что боевые действия стали приобретать характер операции. Планирование операции, как распорядка боевых действий для объединения, требовало расчёта возможных вариантов развития событий.
Дальнейшее развитие оперативной разведки происходило под влиянием таких факторов как изменение средств и способов вооружённой борьбы, поступление в распоряжение оперативного командования ОТРК и РСЗО с высокой дальностью действия. Подобные изменения в вооружении потребовали совершенствование и создания новых средств оперативной разведки, способных обнаруживать с высокой точностью в короткие сроки важные объекты противника для нанесения первоочередного удара, на максимальной дальности действия средств поражения имеющихся у объединения.
Практика вооружённых конфликтов новейшей истории показала, что свыше 85% разведывательной информации получается при использовании технических средств радиоэлектронных комплексов, установленных на наземных, воздушных и космических носителях. Поэтому основной упор в развитии оперативной разведки делается на техническом оснащении войск.